# Geodia strongyla
Geodia strongyla är en svampdjursart som först beskrevs av Kazuo Hoshino 1981.  Geodia strongyla ingår i släktet Geodia och familjen Geodiidae.
Artens utbredningsområde är havet kring Japan. Inga underarter finns listade i Catalogue of Life.